# Trilla (album)
Pour la ville des Pyrénées-Orientales, voir Trilla.
Albums de Rick Ross
Port of Miami
(2006) Deeper than Rap
(2009)
Singles
1. Speedin'
Sortie : 16 octobre 2007
2. The Boss
Sortie : 14 février 2008
3. Here I Am
Sortie : 25 mars 2008

Trilla est le deuxième album studio de Rick Ross, sorti le 11 mars 2008.
Le titre est une référence à Thriller de Michael Jackson.
L'album s'est classé 1er au Billboard 200, au Top R&B/Hip-Hop Albums et au Top Internet Albums et a été certifié disque d'or par la Recording Industry Association of America (RIAA) le 8 mai 2008.

## Liste des titres
| No  | Titre                                                                                            | Contient un (des) sample(s) de                                                              | Durée |
| --- | ------------------------------------------------------------------------------------------------ | ------------------------------------------------------------------------------------------- | ----- |
| 1.  | Trilla Intro (Produit par J.U.S.T.I.C.E. League)                                                 |                                                                                             | 2:54  |
| 2.  | All I Have in this World (featuring Mannie Fresh – Produit par Mannie Fresh)                     | Scarface des Geto Boys                                                                      | 4:02  |
| 3.  | The Boss (featuring T-Pain – Produit par J.R. Rotem)                                             | Paul Revere des Beastie Boys Cha Cha Cha de MC Lyte                                         | 3:45  |
| 4.  | Speedin' (featuring R. Kelly – Produit par The Runners)                                          |                                                                                             | 3:24  |
| 5.  | We Shinin' (Produit par Bink!)                                                                   | Somewhere Down the Road de Tower of Power                                                   | 3:56  |
| 6.  | Money Make Me Come (featuring EbonyLove – Produit par Drumma Boy)                                |                                                                                             | 3:31  |
| 7.  | DJ Khaled (Interlude) (Produit par DJ Khaled)                                                    |                                                                                             | 1:28  |
| 8.  | This Is the Life (featuring Trey Songz – Produit par J-New et Blac Elvis)                        | Politics as Usual de Jay-Z                                                                  | 4:25  |
| 9.  | This Me (Produit par DJ Toomp)                                                                   | Big Brother de Kanye West                                                                   | 3:47  |
| 10. | Here I Am (featuring Nelly et Avery Storm – Produit par Drumma Boy)                              |                                                                                             | 3:29  |
| 11. | Maybach Music (featuring Jay-Z – Produit par J.U.S.T.I.C.E. League)                              | And I Love Him des Friends of Distinction                                                   | 4:08  |
| 12. | Billionaire (Produit par J.U.S.T.I.C.E. League)                                                  |                                                                                             | 4:12  |
| 13. | Luxury Tax (featuring Lil Wayne, Trick Daddy et Young Jeezy – Produit par J.U.S.T.I.C.E. League) | I Wanna Write You a Love Song de David Oliver                                               | 4:43  |
| 14. | Reppin' My City (featuring Triple C's et Brisco – Produit par JRock)                             | Make It Rain (Remix) de Fat Joe, Rick Ross et Lil Wayne featuring R. Kelly, T.I. et Ace Mac | 4:17  |
| 15. | I'm Only Human (featuring Rodney – Produit par DJ Nasty & LVM)                                   | Human de The Human League                                                                   | 3:37  |

| 16. | Ridin' Thru the Ghetto (Produit par Los Vegaz) | 5:03 |